# Cecil Chubb
Sir Cecil Herbert Edward Chubb, I baronetto, (Shrewton, 14 aprile 1876 – Bournemouth, 22 settembre 1934), è stato un avvocato britannico, noto per essere stato l'ultimo proprietario di Stonehenge, il noto sito neolitico, oggi patrimonio UNESCO, situato nei pressi di Amesbury, nello Wiltshire, in Inghilterra, che egli decise di donare al governo britannico nel 1918.

## Infanzia ed educazione
Nato nel villaggio di Shrewton, sito meno di 8 km a ovest di Stonehenge, Cecil Chubb era il figlio più piccolo di Alfred, il sellaio e maniscalco del villaggio, e Mary Chubb. Dopo la scuola elementare del suo villaggio natale, Chubb frequentò la  Bishop Wordsworth's School di Salisbury dove, dall'età di 14 anni, lavorò per un certo periodo come insegnante studente, e infine il Christ's College di Cambridge, dove conseguì una laurea in giurisprudenza e ottenne l'abilitazione alla professione di avvocato.

## Carriera
Una volta intrapresa la carriera forense, Chubb riuscì ad avere successo e a guadagnare una discreta fortuna.
Nel 1902, sposò Mary Bella Alice Finch, il cui zio, il dottor W. Corbin Finch, possedeva Fisherton House, un manicomio di Salisbury oggi chiamato Fountain Way. Cinque anni dopo la morte di quest'ultimo, avvenuta nel 1905, l'attività e gli edifici furono trasferiti alla moglie di Chubb e quando, nel 1924, l'ospedale si trovò in serie difficoltà finanziarie, fu deciso di costituire una società per azioni per gestirlo di cui Chubb divenne presidente. Come ricordato da una targa commemorativa lì presente, durante gli anni in cui Chubb ne fu a capo, l'ospedale, che nel 1924 era stato ribattezzato Old Manor Hospital, divenne il più grande ospedale psichiatrico privato di tutta Europa.
Oltre a ciò, Chubb lavorò anche nel consiglio comunale di Salisbury, fu un giudice di pace e divenne proprietario di una scuderia di cavalli da corsa nonché un allevatore di bovini di razza Shorthorn.

## L'acquisto di Stonehenge
Nel 1915, il barone Cosmo Gordon Antrobus decise di mettere all'asta diverse proprietà che aveva da poco ereditato dal fratello Edmund, tra cui figurava la piana su cui sorge il monumentale sito di Stonehenge come parte del Lotto 15. Fortemente interessato alla conservazione naturale della sua regione d'origine e volendo evitare che il sito cadesse in mani straniere, Cecil Chubb si recò all'asta e acquistò l'intero lotto per 6600 sterline, vale a dire circa 664000 € al cambio odierno.
Poco dopo, il 26 ottobre 1918, Chubb donò il sito al governo britannico, ponendo però alcune condizioni perché la cessione fosse ratificata. La prima di queste fu che il pubblico avesse libero accesso al sito in ogni sua parte dietro il pagamento di una somma che non avrebbe dovuto superare uno scellino a persona e alle condizioni che i Commissari ai Lavori, nell'esercizio e nell'esecuzione dei loro poteri e doveri di legge, avrebbero potuto di volta in volta imporre, mentre la seconda e la terza condizione furono che lo Stato si impegnasse a mantenere il luogo il più possibile aderente alle sue condizioni originarie e che vietasse la costruzione di qualunque edificio che non fosse una cassetta postale simile a quella già presente nel sito, entro un raggio di 400 iarde dalla pietra del monumento contrassegnata come "Amesbury 2".
A causa di un diverso accordo inerente a un diritto di passaggio, ai residenti locali fu comunque garantito, cosa che vige tuttora, libero accesso al sito.
Proprio in merito alla generosità dimostrata, Chubb fu fatto baronetto nel 1919 dall'allora primo ministro britannico David Lloyd George, e l'uomo decise di mettere un trilite nel suo nuovo stemma di famiglia, a rappresentazione di Stonehenge.

## Morte ed eredità
Sir Cecil Chubb morì il 22 settembre 1934, quando fu colto da un arresto cardiaco nella sua casa di Bournemouth, dove risiedeva dal 1930, lasciando la moglie, il figlio John, che ereditò il titolo di baronetto, e la figlia Mary.
Alla fine degli anni 1980 è stata posta una placca commemorativa della sua nascita presso la sua casa natale di Shrewton.